# Universidad de Canterbury
La Universidad de Canterbury (en maorí, Te Whare Wānanga o Waitaha; abreviación postnominal Cantuar. o Cant. de Cantuariensis, el nombre en latín de Canterbury) es una universidad de Nueva Zelanda ubicada en la ciudad de Christchurch, en la Isla Sur. Fue fundada por académicos de la Universidad de Oxford en 1873 y es la segunda universidad más antigua del país. Su campus principal está ubicado en Ilam, un suburbio de Christchurch. Ofrece titulaciones en humanidades, comercio, educación, ingeniería, arte, ingeniería de montes, derecho, música, trabajo social, logopedia, ciencia y dirección deportiva, entre otras.